# Gaeta
Gaeta es un municipio italiano de la provincia de Latina en la región del Lacio. Ubicado a orillas del golfo homónimo, tiene una población de 19 115 habitantes (ISTAT 2025).

## Ubicación
Se alza en la punta del monte Orlando, acantilado rocoso sobre el mar Tirreno, conectado con la tierra por una península baja y arenosa. El monte Orlando, a 170 m sobre el nivel del mar, está coronado por el mausoleo de Lucio Munacio Planco. La parte más antigua de Gaeta se caracteriza por las calles estrechas y sinuosas y por su edificios antiguos, entre los cuales hay una catedral, consagrada en 1106.  Se encuentra a 133 km de Roma y a 96,5 km de Nápoles.

## Historia
El orador romano Marco Tulio Cicerón dejó constancia de que Gaeta era uno de los lugares preferidos por los antiguos romanos para sus vacaciones. Más tarde formó parte del Imperio bizantino como Ducado de Gaeta.
A finales del siglo IX Gaeta disfrutó de un periodo de prosperidad económica como puerto comercial y de desarrollo político como ciudad-estado. Su gran flota naval tomó parte en las batallas de Ostia y Garellano, ganadas contra los musulmanes. La llegada de los normandos en el siglo XI puso fin a su independencia, pero no a su prosperidad ni a sus instituciones protodemocráticas.
Los monarcas napolitanos hicieron buen uso de la posición defensiva de la ciudad y Gaeta fue conocida como la «llave de Nápoles», como se demostró con su captura por el Gran Capitán en la batalla del Garellano. Fue asediada en 1707 y en 1734. El papa Pío IX se refugió en Gaeta durante la revolución de 1848.
En 2025 recibió las banderas azul y verde de la FEE por duodécimo año consecutivo.[cita requerida]

## Demografía
| Gráfica de evolución demográfica de Gaeta entre 1861 y 2001 |
|                                                             |
| Fuente ISTAT - elaboración gráfica de Wikipedia             |

## Hermanamientos
- Frontignan (Francia)
- Cetiña (Montenegro)
- Babolsar (Irán)
- Cambridge (Estados Unidos)
- Mobile (Estados Unidos)
- Somerville (Estados Unidos)